# Martin Krpan 2
Martin Krpan 2 je drugi studijski album skupine Martin Krpan. Album je bil posnet novembra in decembra 1983 v Studiu Top Ten. Album je izšel leta 1984 pri založbi PGP RTB.

## Seznam skladb
| A stran | A stran          | A stran |
| Št.     | Naslov           | Dolžina |
| ------- | ---------------- | ------- |
| 1.      | „Ti nisi naš‟    | 4:10    |
| 2.      | „Mama, tata‟     | 3:53    |
| 3.      | „Ku-ku‟          | 3:11    |
| 4.      | „Oj, le naprej‟  | 3:27    |
| 5.      | „Eppur si muove‟ | 4:22    |

| B stran | B stran         | B stran |
| Št.     | Naslov          | Dolžina |
| ------- | --------------- | ------- |
| 1.      | „Sve je ljubav‟ | 4:10    |
| 2.      | „Kje si zdaj‟   | 3:11    |
| 3.      | „Jodl funk‟     | 3:12    |
| 4.      | „La-la-la‟      | 3:13    |
| 5.      | „Naj, naj, naj‟ | 3:31    |

## Zasedba

### Martin Krpan
- Andrej Turk – vokal
- Dadi Kašnar – bobni, spremljevalni vokal
- Tomaž Sršen – bas kitara, spremljevalni vokal
- Aleš Klinar – klaviature, spremljevalni vokal
- Miha Stabej – kitara, spremljevalni vokal
- Matjaž Kosi – sintetizator, spremljevalni vokal

### Gostje
- Vlado Kreslin – vokal (B2, B5)
- Deja Mušič – vokal (B2, B4)
- Polde Poljanšek – saksofon (A3)